# قناری واتر اسلاگر
قناری واتر اسلاگر
نام دیگر آن قناری «مالینویس» و «آوازخوان آب» است و مالینوس نامی منطقه‌ای در بلژیک است که این قناری در آن به وجود آمده است. این نژاد جزو قناری‌های آواز خوان طبقه‌بندی می‌شود. از نظر اهمیت در مرحله بعد از رولر قرار گرفته و در بلژیک پرورش داده می‌شود. محبوبیت این نژاد رو به روز در حال افزایش است. این نژاد زیاد اجتماعی نبوده و باید از دست زدن به آن خودداری کرد. از نظر شکل کلی بدن شبیه قناری رولر می‌باشد ولی کمی درشت‌تر از آن است و طول بدن آن ۵/۱۶ سانتی‌متر است. تفاوت اصلی بین این دو نژاد در طرز خواندن شان است که در نژاد واتر اسلاگر با صدای هق هق یا بغض همراه می‌باشد و به نظر بلند و گوش‌خراش می‌آید. قناری واتر اسلاگر هفده نوع آواز دارد که البته همه آن‌ها در یک پرنده جمع نمی‌شود. این نژاد بر خلاف قناری رولر برای خواندن برخی آوازها دهانش را باز نگه می‌دارد. این نژاد به رنگ‌های زرد و سفید دیده می‌شود.

## فهرست منابع
۱. دکتر احسان مقدس(۱۳۹۰): پرورش، نگهداری و بیماری‌های قناری، انتشارات نیلوبرگ، چاپ اول، شهریور ماه ۱۳۹۰، تهران.